# کاتخ
کاتخ(به لاتین: Katex، همچنین گدیخ Gədıx، به آواری: КIатIихъ) یک منطقه مسکونی در جمهوری آذربایجان است که در شهرستان بالاکن واقع شده است.

## جمعیت
کاتخ ۷۴۳۲ نفر جمعیت دارد و پرجمعیت‌ترین ناحیه پس از بالاکن در این شهرستان است.

## تاریخچه
کاتخ در کنار کوه‌های قفقاز واقع شده است و احتمالاً نام خود را از واژه ترکی گدیک یا گدیخ به معنی گردنه گرفته است، زیرا این ناحیه قرن‌ها به عنوان گذرگاهی از شمال قفقاز به سمت جنوب قفقاز مورد استفاده بود و همچنان عده‌ای از اهالی قدیمی این منطقه از نام گدیخ استفاده می‌کنند؛ در حالی که نسل جدیدتر از واژه نوین‌تر کاتخ استفاده می‌کنند این نام احتمالاً زمانی که این ناحیه در فاصله سال‌های ۱۹۱۸ تا ۱۹۲۱ میلادی بخشی از جمهوری دموکراتیک گرجستان بود به کاتخ(که پیش‌تر کاتخی بود) تغییر نام یافته است.

## نگارخانه

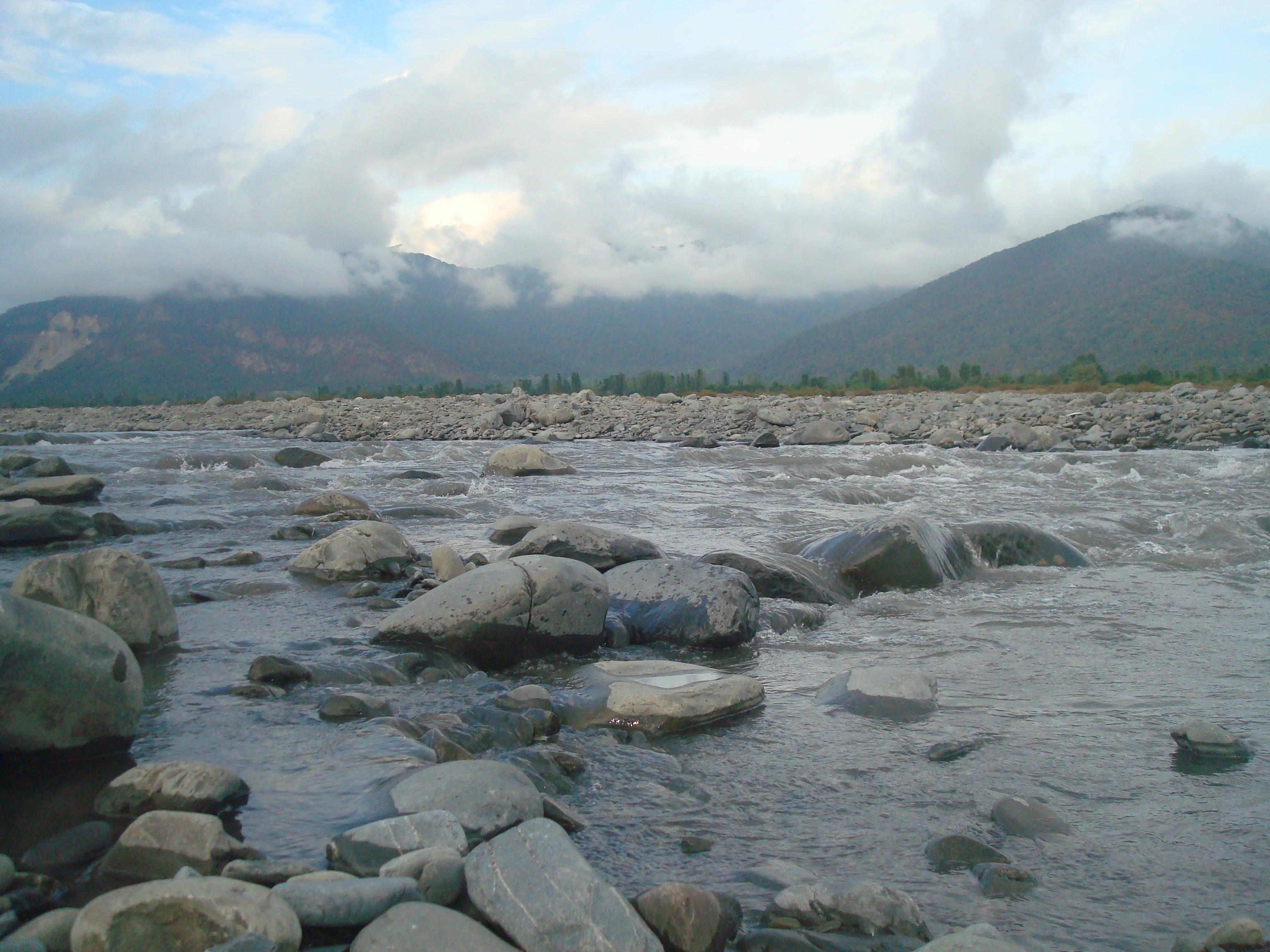
رود کاتخ‌چای
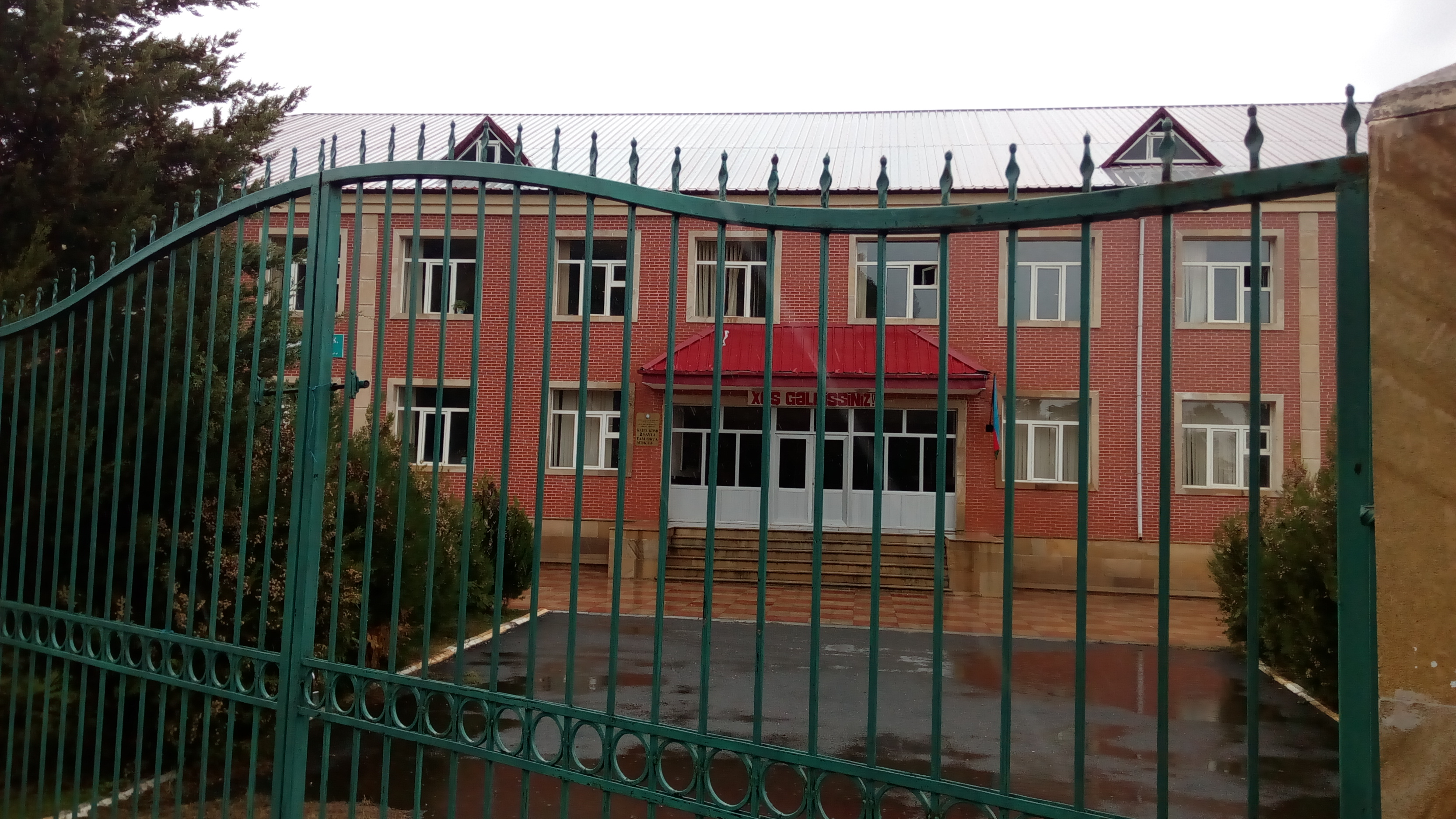
مدرسه‌ای در روستای کاتخ